# Apo Mayta panaca
Apo Mayta panaca è il nome assunto dalla famiglia, o meglio, dalla panaca di Capac Yupanqui alla morte di questo sovrano. In essa si raggrupparono tutti i discendenti del defunto monarca, costituiti in lignaggio, per onorarne le spoglie e la memoria, secondo la consuetudine degli Inca.
Poiché la morte di Capac Yupanqui è avvolta in un'aura di mistero in cui aleggia il sospetto di veleno e di congiura, è lecito ritenere che la vita della sua linea di discendenza non sia stata particolarmente tranquilla.
Soprattutto è d'uopo considerare che, proprio alla morte di questo monarca, si verificò il passaggio di potere dalla dinastia degli Hurin-Cuzco a quella degli Hanan-Cuzco a cui apparteneva il suo successore conosciuto come Inca Roca.
Non pare, però, che questa contrapposizione abbia influenzato Pachacútec, il sovrano riformatore, all'atto della ricostituzione delle strutture del Cuzco, sia politiche, sia religiose.
Apo Mayta panaca era, infatti, stabilmente insignita, al pari delle altre panaca, del diritto dovere di soprassedere al culto di una parte delle huaca o luoghi sacri dell'impero.
A questa famiglia era infatti riservato il privilegio di officiare in tutti i santuari collocati sul percorso del quinto ceque del Collasuyo. I ceque erano poco più di quaranta linee immaginarie che, partendo dal Cuzco, si irradiavano a raggiera verso i confini dell'impero. Sul percorso di queste direttrici teoriche erano posti dei luoghi, ritenuti sacri, che venivano periodicamente adorati.
Il quinto ceque del Collasuyo comprendeva dieci huaca.
- La prima, Catonge, era una pietra.
- La seconda, Membillapuquiu, era una fonte.
- La terza, di nome Quintiamaro, era costituita da alcune pietre rotonde situate nel villaggio di Quijalla.
- La quarta, sempre nel villaggio di Quijalla, consisteva in due pietre rotonde. Il suo nome era Cicacalla.
- La quinta, Ancasamaro, era questa volta formata da cinque pietre.
- La sesta era un colle di nome Tocacaray.
- La settima era una fonte di nome Mascaguaylla.
- L'ottava era chiamata Intipampa ed era un pianoro con al centro tre pietre.
- La nona, Rondao, era un altro pianoro.
- La decima infine era un piccolo colle di nome Omotourco alla cui sommità si trovavano tre pietre oggetto di culto.

Apo Mayta panaca era ancora stabilmente insediata al tempo del potere coloniale. Sarmiento de Gamboa, l'infaticabile raccoglitore di tradizioni incaiche ci ha tramandato i nomi di quattro dei suoi rappresentanti. Essi erano don Cristobal Cusigualpa, don Antonio Pizuy, don Francisco Cocazaca e don Alonso Rupaca. Erano, ovviamente degli Hurin-Cuzco.